# جورج ويليام غودارد
جورج ويليام غودارد (بالإنجليزية: George William Goddard)‏ هو ضابط أمريكي، ولد في 15 يونيو 1889 في لندن في المملكة المتحدة، وتوفي في 20 سبتمبر 1987 في بوكا راتون في الولايات المتحدة.